# Karel Leenders
K.A.H.W. (Karel) Leenders ('s-Hertogenbosch, 13 juli 1946) is een Nederlands historisch-geograaf.
Zijn aandacht gaat voornamelijk uit naar het westen van Brabant, min of meer begrensd door Willemstad, Geertruidenberg, Turnhout en Antwerpen.
Eind jaren tachtig deed hij onderzoek naar veranderingen in het landschap als gevolg van het door mensenhand verdwijnen van het Holocene veen in West-Brabant. Dit onderzoek werd in 1989 gepubliceerd als, "Verdwenen Venen. Een onderzoek naar de ligging en exploitatie van thans verdwenen venen in het gebied tussen Antwerpen, Turnhout, Geertruidenberg en Willemstad".
Karel Leenders promoveerde in november 1996 bij Guus Borger op het proefschrift, "Van Turnhoutervoorde tot Strienemonde". Dit werk is een geschiedenis van West-Brabant, tijdens de middeleeuwen (400 - 1350 n.Chr.). In dit proefschrift onderzoekt Leenders de herbevolking van West-Brabant, nadat dit gebied vanaf de Romeinse tijd ontvolkt was geraakt; de ontwikkeling van dorpen en enkele kleine steden; de incorporatie van de streek in het hertogdom Brabant en het graafschap Holland; en ten slotte de interactie tussen de mens en de natuur.

## Werken
- Leenders, K.A.H.W.. Verdwenen venen. Een onderzoek naar de ligging en exploitatie van thans verdwenen venen in het gebied tussen Antwerpen, Turnhout, Geertruidenberg en Willemstad, 1250 - 1750. Actualisatie 2013. Woudrichem (Pictures Publishers), 2013. ISBN 978 90 73187 801.
- Leenders, K.A.H.W.. Van Turnhoutervoorde tot Strienemonde. Ontginnings- en nederzettingsgeschiedenis van het noordwesten van het Maas - Schelde - Demergebied. 400 - 1350. Een poging tot synthese. Zutphen, 1996. ISBN = 90-6011-970-3, proefschrift, 1996.